# Kvissel
Kvissel is een plaats in de Deense regio Noord-Jutland, gemeente Frederikshavn. De plaats telt 419 inwoners (2018).

## Etymologie
De naam Kvissel betekent 'vertakking' en duidt op de samenvloeiing van twee riviertjes, de Skærum Å en de Åsted Å.

## Geschiedenis
Kvissel bestond in 1682 uit 9 boerderijen en 2 woonhuizen. Het dorp dankt zijn latere groei geheel aan de aanleg van de spoorlijn tussen Nørresundby en Frederikshavn in 1871, waarbij Kvissel een stopplaats kreeg. In 1877 werd er een stationsgebouw neergezet. In deze periode kwamen er een herberg (Deens: kro) en diverse winkels. In 1888 werd er een melkfabriek opgezet. Een schoolgebouw volgde in 1900. Het aantal inwoners steeg van 350 in 1906 naar 407 in 1916.
In 1919 sloot een van de twee scholen. In datzelfde jaar werd er een kerk gebouwd. Tussen beide wereldoorlogen nam de groei van Kvissel af. Het aantal inwoners steeg van 450 in 1925 tot 511 in 1940, waarna het weer daalde tot 476 in 1965. De economie van het dorp draaide op de twee tegelfabrieken, de melkfabriek, smederij, school, de spoorwegen en de landbouw. In 1964 werd de overgebleven school gesloten.
Het stationsgebouw werd in 1982 gesloten, maar de treindienst bleef wel gehandhaafd. Het gebouw zelf wordt onder andere gebruikt door een modelspoorclub.
Kvissel is tegenwoordig een forensendorp dat is gericht op het nabijgelegen Frederikshavn. 

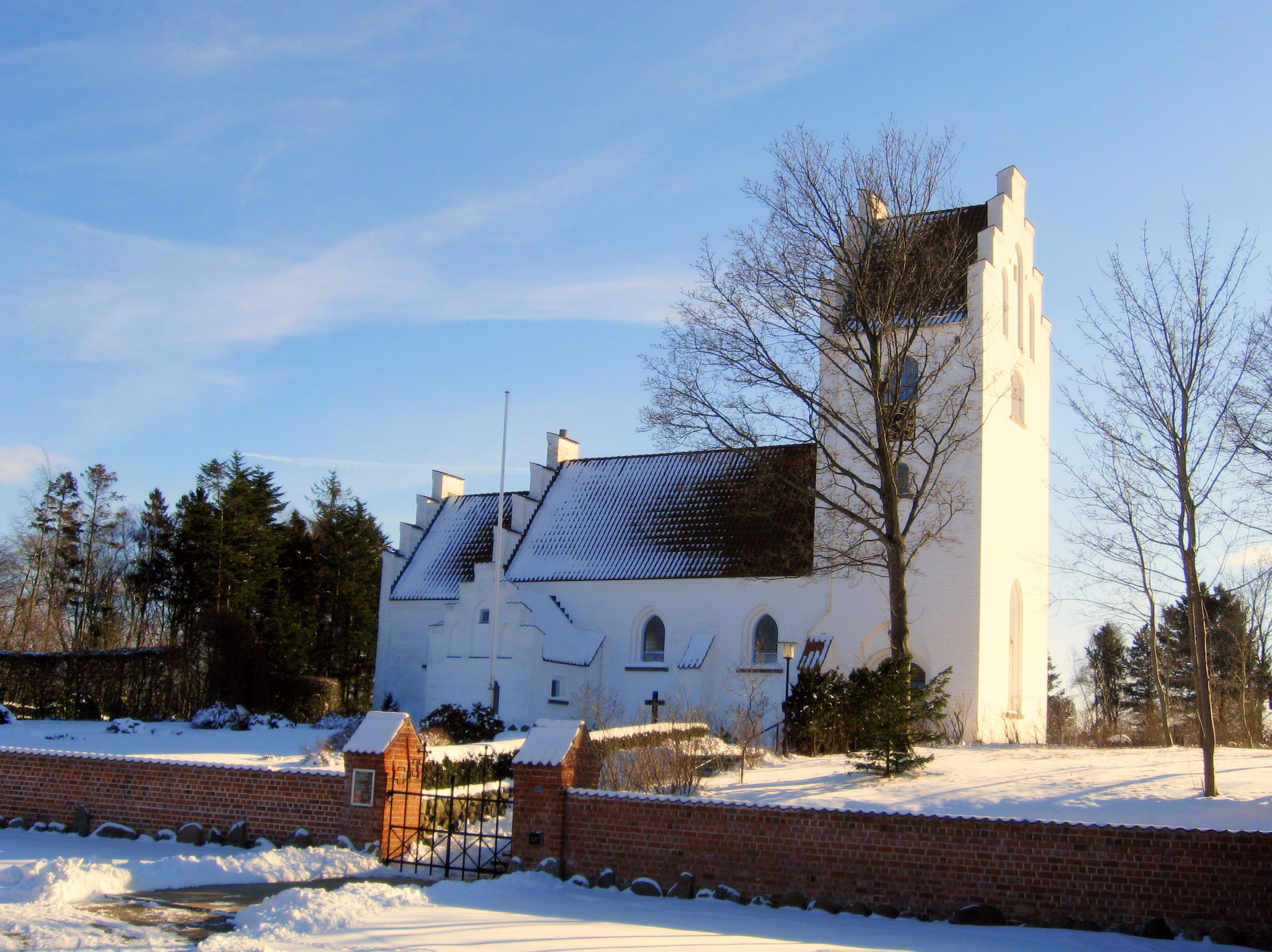
Kerk in Kvissel
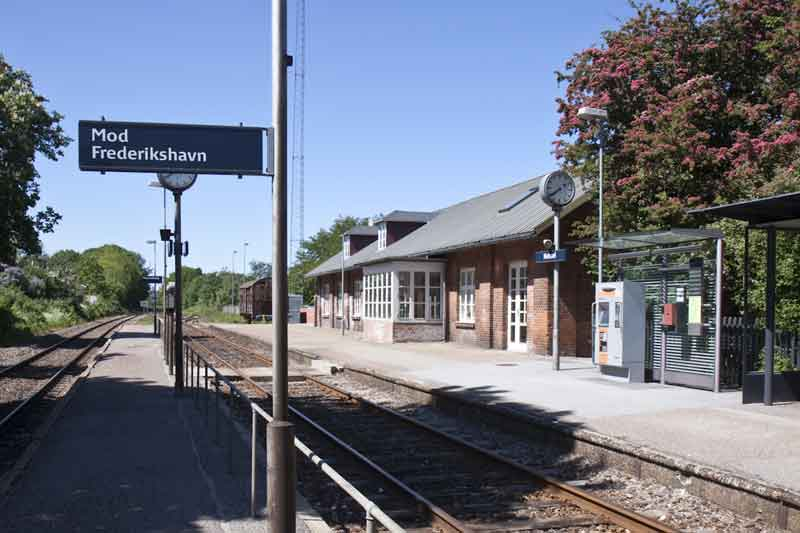
Station van Kvissel